# اسوتلانا اسلپتسووا
اسوتلانا اسلپتسووا (روسی: Светлана Юрьевна Слепцова؛ زادهٔ ۳۱ ژوئیهٔ ۱۹۸۶) ورزشکار دوگانه اهل روسیه است.
وی همچنین برندهٔ جوایزی همچون نشان دوستی شده‌است.